# Lethrus mithras
Lethrus mithras är en skalbaggsart som beskrevs av Edmund Reitter 1904. Lethrus mithras ingår i släktet Lethrus och familjen tordyvlar. Inga underarter finns listade i Catalogue of Life.